# (4912) Emilhaury
(4912) Emilhaury es un asteroide perteneciente al cinturón de asteroides, descubierto el 11 de noviembre de 1953 por el equipo de la Universidad de Indiana desde el Observatorio Goethe Link, Brooklyn (Estados Unidos).

## Designación y nombre
Designado provisionalmente como 1953 VX1. Fue nombrado Emilhaury en honor al arqueólogo estadounidense Emil Haury erudito de la prehistoria del sudoeste de Estados Unidos, recibió muchos premios académicos en reconocimiento por sus logros.

## Características orbitales
Emilhaury está situado a una distancia media del Sol de 2,302 ua, pudiendo alejarse hasta 2,620 ua y acercarse hasta 1,983 ua. Su excentricidad es 0,138 y la inclinación orbital 3,670 grados. Emplea 1275 días en completar una órbita alrededor del Sol.

## Características físicas
La magnitud absoluta de Emilhaury es 13,1. Tiene 6,542 km de diámetro y su albedo se estima en 0,18.